# 씨게이트

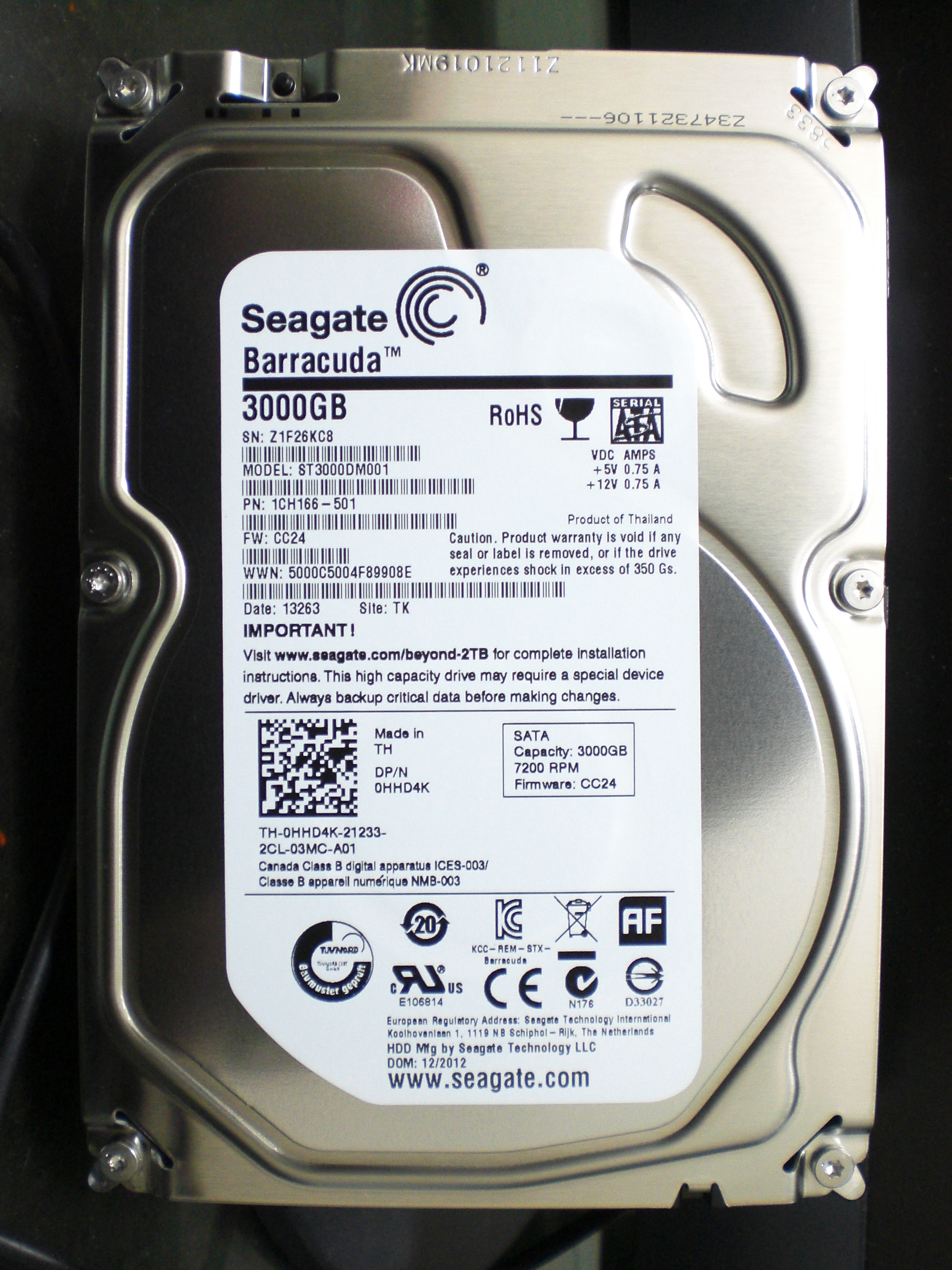
씨게이트 HDD

씨게이트 테크놀로지(Seagate Technology LLC, 나스닥: STX)는 미국의 하드 디스크 생산 업체이다. 1979년 캘리포니아주 스콧츠밸리(Scotts Valley)에서 설립되었다. 2005년 12월 21일 경쟁 업체 맥스터를 인수하고, 2011년 삼성전자의 하드디스크 사업부를 인수했다. 웨스턴 디지털에 이어 세계 시장 2위를 차지하고 있다.
2019년부터는 솔리드 스테이트 드라이브 시장에도 진출해 시장에서 좋은 평가를 받고 있다.

## 경쟁 회사
- 웨스턴 디지털